# DUX-skylten

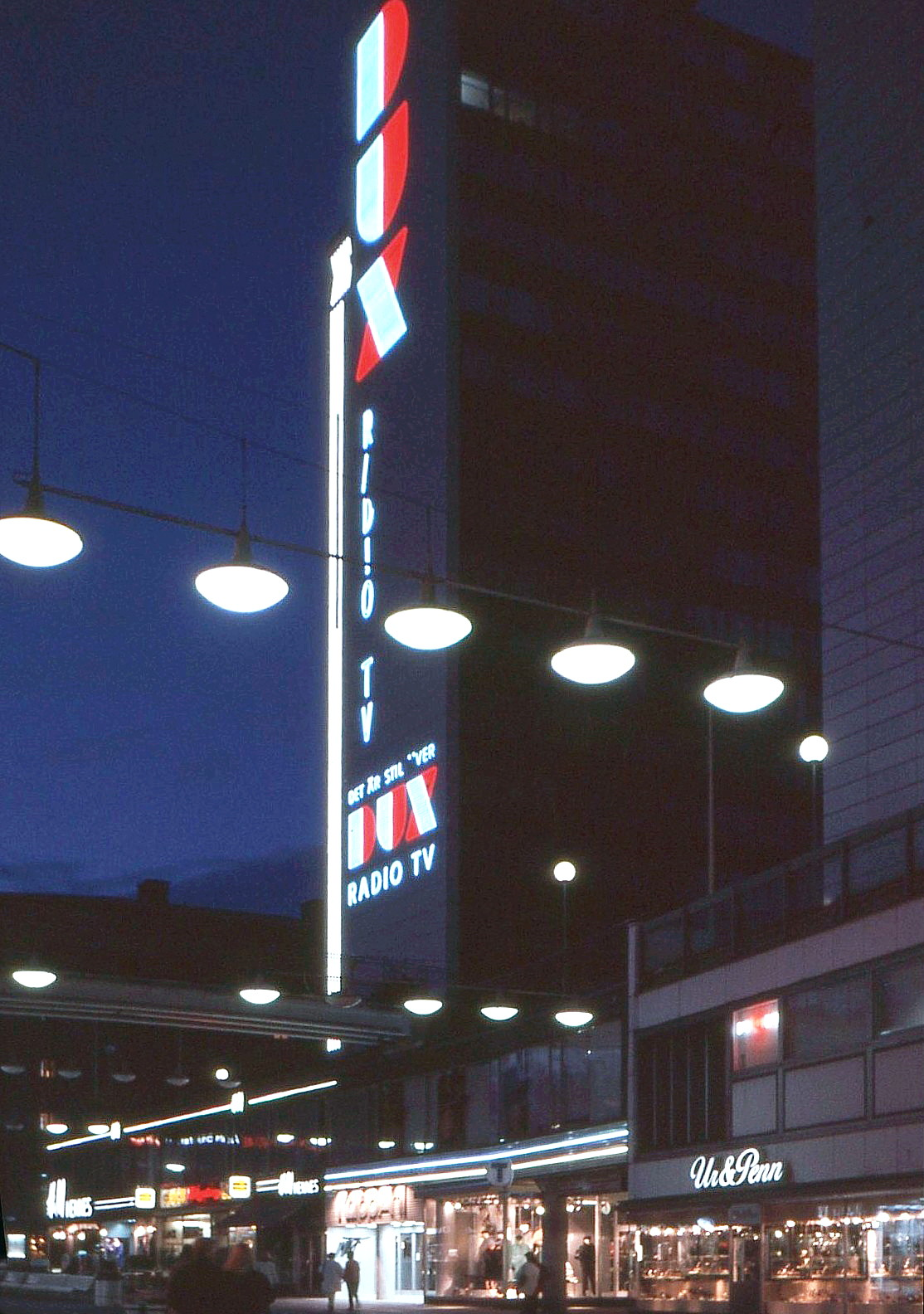
DUX-reklamen i oktober 1986

DUX-skylten var en ljusreklam på en av Hötorgsskraporna i Stockholms centrum. Den kända neonskylten var på sin tid Europas största ljusreklam, den tändes i augusti 1960 och togs slutligen ner 1994.
Stockholms fem höghus färdigställdes mellan åren 1960 och 1966. Den första “skrapan” som blev klar var höghus nr 1 (de är numrerade från 1-5 med stora blå neonsiffror) närmast Konserthuset. Samtliga fem var förberedda för ljusreklam, varför gavlarna hölls släta och utan fönster. Även under fasadbeklädnaden fanns samtliga ledningsdragningar förberedda. Det var alltså meningen att alla fem Hötorsskraporna skulle förses med elektriska reklamskyltar.

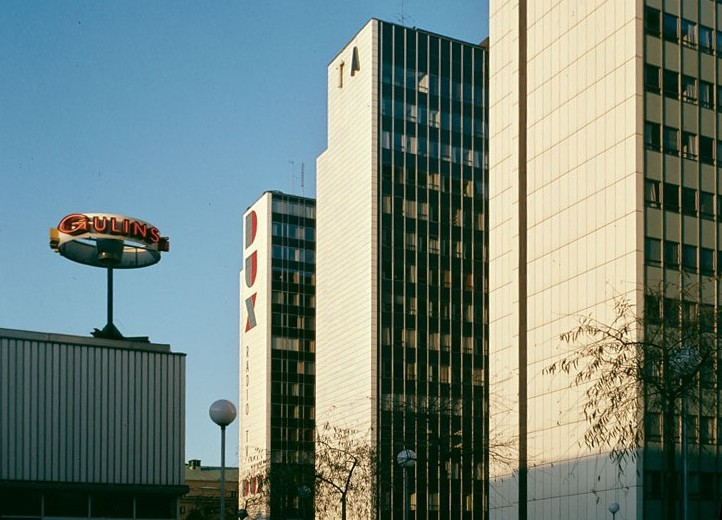
DUX-reklamen i november 1965.

Redan innan första höghuset invigdes monterades 1959 en takskylt i neon för Ford Motor Co, som var vänd mot Konserthuset. Intill den fanns även en stor klocka med digital visning, även den i neon. Kort efter Ford fick Dux Telefon och Radiofabriks AB bygglov för en stor reklamskylt på höghusets gavel mot Sergelgatan. Skylten hade ritats av husets arkitekt, David Helldén, och Philips Neon tillverkade den. Den innehöll över en kilometer neonrör i röda, vita och blåa färger och var då Europas största ljusreklam. Den 24 augusti 1960 tändes skylten av Stockholms Mälardrottning.
För de andra höghusen beviljades inga bygglov för fler skyltar eftersom skönhetsrådet motsatte sig det. inte heller en ljusreklamtävling år 1962 hade framgång med sina vinnare. DUX-skylten togs ner för helrenovering 1983. Då tyckte stadens tjänstemän och politiker att det skulle gå lika bra utan DUX på huset, men radiofirman stod på sig och den renoverade skylten kom upp igen.
När Duxmärket försvann från marknaden skulle det göras reklam för Philips produkter (Philips ägde Dux sedan 1930-talet). Philips utnyttjade det gällande bygglovet och 1994 monterades upp en Philipsreklam i stället för Dux. Det blev Philips logotyp högst uppe på gaveln med text “Philips” därunder. Under tiden hade även Fords skylt på sidan mot Konserthuset bytts ut mot en för Asea och den i sin tur mot en för Agfa Film. I början av 2000-talet plockades även Philipsskylten ner; inte heller Agfa-skylten finns kvar. Nu är Stockholms “fem trumpetstötar” utan reklam så som många skyltkritiker från 1960-talet ville ha det.
I slutet av 1990-talet framlade belysningsingenjören Ruben Morne (Morneon) tillsammans med konstnären Nisse Skoog ett förslag till utformning av neonreklam på samtliga fem höghusens släta gavlar. 